# 農民の食事
『農民の食事』 (のうみんのしょくじ、仏: Repas de paysans、英: The Peasant Meal) は、17世紀のフランスの画家ル・ナン兄弟のルイ、またはアントワーヌが1642年にキャンバス上に油彩で制作した絵画である。かつては、『酒を飲む人たち』(仏: Les Buveurs) 、あるいは『善良なる小作たち』という題名で呼ばれていたこともある。1869年にルイ・ラ・カーズ氏がパリのルーヴル美術館に遺贈したコレクションのうちの1点で、以来、同美術館に所蔵されている。

## 作品
画面には、多年の耕作の労苦を偲ばせる顔貌の農夫が3人、擦り切れてつぎはぎだらけになった衣服を着て、中央の低い食卓に座っている。背後には農婦や子供たちが見える。硬いパンとワインだけの貧しい食事が行われているところである。農民たちは、大きく力強く、ゆったりと座っている。その一方で、人物たちは狭い空間に押し込まれたような印象を与えるが、レリーフのように並置される古典的構図である。
本作には、宗教画のような荘厳な趣さえ感じられる。実際、食事をする何人かの人々という意味では、伝統的なキリスト教の主題である「エマオの晩餐」を参考にしている。19世紀のフランスの美術批評家テオフィール・トレは、ル・ナン兄弟が中央でワインの杯を持つ男をイエス・キリスト (最後の晩餐でパンとワインを弟子たちに配る) になぞらえていると評した。
以降も、この絵画は、迫害されていた時代の「プロテスタントの最後の晩餐」、「ヤンセン主義の幻視」、「キリスト教の慈善の情景」、カトリックの対抗宗教改革という文脈での「聖体拝領」などと解釈されてきた。しかし、この絵画を当時のこれら相反する宗教的潮流に結びつける仮説のうち、どれが表されているか判断することは不可能である。ルーヴル美術館では、子供たちも含め登場人物が解釈の対象になる寓意的論理にしたがって、本作が構成されているのではないとみている。